# ジョン・ラセター
ジョン・アラン・ラセター（John Alan Lasseter、1957年1月12日 - ）は、アメリカ合衆国カリフォルニア州ハリウッド出身の映画監督、プロデューサー、アニメーション作家。
かつてウォルト・ディズニー・アニメーション・スタジオ、ピクサー・アニメーション・スタジオ両スタジオのチーフ・クリエイティブ・オフィサー（CCO）を兼任した。またディズニーパーク等の企画開発を行うウォルト・ディズニー・イマジニアリングのプリンシパル・クリエイティブ・アドバイザーも務めていた。2019年よりスカイダンス・アニメーションのトップに就任。

## 来歴
高校生の頃からアニメーターを目指し、1979年、カリフォルニア芸術大学の映像学部（"Film/Video"科）アニメ課程（"Character Animation"）の第一期生として入学、アニメーションを学び美術学士号（"Bachelor of Fine Arts"）を取得。在学中、1979年制作の"Lady and the Lamp"と1980年制作の"Nightmare"で"Student Academy Award"（学生のための映画賞）を受賞している。また、後にピクサー作品の制作に携わる、ジョー・ランフトやブラッド・バードも同大学出身でラセターとはこのころから交友がある。在学中は並行してディズニー作品にかかわり、『きつねと猟犬』や『ミッキーのクリスマスキャロル』の作画をしている。
卒業後ディズニーに入社した彼は、ディズニーが製作したSF映画『トロン』を見てCGアニメーションの可能性を感じ、グレン・キーンと共に手描きのキャラクターとCGの背景を合成した実験作『Wild Things』を制作、さらにトマス・M・ディッシュの『いさましいちびのトースター』のCGアニメ映画化の企画を進めるが、逆にCGに仕事を奪われることに危機感を抱いていた社内の反発によりCGプロジェクトは中止（もうひとつの企画『かいじゅうたちのいるところ』のテスト映像を作る際に多額の資金を投入してしまったからだという話もある）、ラセターも解雇された。
1984年、CGアニメ短編作品を準備していたエドウィン・キャットマルと出会い、ルーカスフィルムの子会社であるインダストリアル・ライト&マジック（ILM）に入社、コンピュータ部門（コンピュータ部門には当時3つの部署があったが、そのうちの1つのピクサーの前身団体となる部署）で『アンドレとウォーリーB.の冒険』にアニメーターとして参加している。また『ヤング・シャーロック/ピラミッドの謎』でのステンドグラスの騎士の映像制作にも参加している。その後、所属する部署がスティーブ・ジョブズに売却され、1986年独立企業としてピクサーが創立される。そこで3DCGアニメソフトの開発や短編作品の製作を始める。同年、ピクサーでの初作品でまたラセターの初監督作品である『ルクソーJr.』をSIGGRAPHにて公開、反響を呼ぶ。1988年、『ティン・トイ』で3DCG作品として初めてアカデミー短編アニメ賞を受賞。
1991年、ピクサーは従来の主力部門であったシステムやコンピュータの販売部門を縮小し、CG作品の製作に力を入れ始め、長編CG作品の作成が決定し、ラセターが今までの実績を踏まえて監督に任命される。1995年、自身の長編映画デビュー作となった『トイ・ストーリー』がディズニーの配給で公開され、大ヒット作品となる。また長編フルCGの作品を生み出した製作チーム統括の業績に対し、ラセターはアカデミー特別業績賞を受賞した。その後もピクサー作品の多くで監督・製作総指揮を務めている。
2006年5月5日、ウォルト・ディズニー・カンパニーによるピクサー買収により、ラセターはピクサー・アニメーション・スタジオとウォルト・ディズニー・アニメーション・スタジオのチーフ・クリエイティブ・オフィサーに就任し、両社のアニメーション作品において、最高責任者としてプロデュースを任される。またウォルト・ディズニー・イマジニアリングのプリンシパル・クリエイティブ・アドバイザーとして、ディズニーパーク等の企画開発にも携わる。
2009年1月30日に開催された、第36回アニー賞において、生涯功労賞にあたるウィンザー・マッケイ賞が授与された。
2009年にはヴェネツィア国際映画祭の栄誉金獅子賞を受賞した。
2017年11月21日、ピクサー社内で女性スタッフに不適切なハグをするなどのセクハラ行為が発覚。それが原因となり、半年間休業することが公表された。翌年6月8日、年末に退社することがディズニーより発表された。2019年1月9日、スカイダンス・メディアが2017年に設立したアニメーション部門のトップに、ラセターの就任が発表された。

## 人物
- 影響を受けたクリエイターとしてウォルト・ディズニー、フランク・キャプラ、バスター・キートン、チャック・ジョーンズ、宮崎駿を挙げている[7]。
- 1980年代から宮崎駿との交流があり、同時に宮崎駿の大ファン。最初に会ったのは映画『リトル・ニモ』の企画時で、当時は互いに印象はなかったが、高畑勲らが持っていった映画『ルパン三世 カリオストロの城』のビデオを見て、その作画に驚いて繰り返し鑑賞。1987年の初来日時にはスタジオジブリを訪問し、『となりのトトロ』製作中に「ねこバス」の設定に大きな衝撃を受け、ジブリ作品の中でも同作がお気に入りだと言う。その縁でジブリとピクサーは会社ぐるみの交流がある。また宮崎駿監督の作品『千と千尋の神隠し』のアメリカでの公開に際し、宣伝活動、翻訳総指揮を行っている。宮崎駿へのアカデミー名誉賞授賞式では、プレゼンターとしてスピーチを行った。2003年にはスタジオジブリにより、ラセターと宮崎の交友関係を取り上げたドキュメンタリー『ラセターさん、ありがとう』が制作されている。
- 彼のディズニーでの最初の仕事は、ディズニーランドでジャングルクルーズのスキッパー（船頭兼案内役）をやったこと。
- BSDデーモンのうち、FreeBSDのマスコット画像の原型などとして最も親しまれているバリエーションである「4.3BSD Daemon[8]」（1988年3月22日）[要出典]と「4.4BSD Daemon[9]」の原画を描いた。
- カリフォルニア芸術大学の在学中の同期には映画監督のティム・バートンがいる。
- 彼が監督を務めるトイ・ストーリーシリーズに出て来る「バズ・ライトイヤー」は彼本人の顔を元に作られている。
- 「魔法の映画はこうして生まれる〜ジョン・ラセターとディズニー・アニメーション」（NHK2014年11月24日放送）によれば、「ヒット映画三原則」は次の通り。
  - 観客が夢中になるような予測のつかない物語を作り上げる
  - 登場人物が魅力的である 悪役であっても魅力的に
  - ストーリーもキャラクターにも真実味があること
- ナンシー夫人との間に5人の子どもがいて、カリフォルニア州ソノマの広大な自宅にはぶどう畑があり、ワインを作っている。敷地内には自走可能な蒸気機関車があり、ラセター自身が運転している（「魔法の映画はこうして生まれる」）。

## 作品

### 長編作品
| 年   | タイトル | 役職                                                         |
| ---- | --- | ------------------------------------------------------------ |
| 1981 | きつねと猟犬 The Fox and the Hound                                                                               | アニメーション（アンクレジット）                             |
| 1985 | ヤング・シャーロック/ピラミッドの謎 Young Sherlock Holmes                                                        | コンピューターアニメーション: ILM                            |
| 1987 | ブレイブ・リトル・トースター The Brave Little Toaster                                                            | ストーリー・アーティスト                                     |
| 1989 | リトル・マーメイド The Little Mermaid                                                                            | 製作総指揮: スペシャル3Dエディション                         |
| 1991 | 美女と野獣 Beauty and the Beast                                                                                  | 製作総指揮: スペシャル3Dエディション                         |
| 1992 | 紅の豚 Porco Rosso                                                                                               | エグゼクティブ・クリエイティブコンサルタント: アメリカ公開版 |
| 1994 | ライオン・キング The Lion King                                                                                   | 製作総指揮: スペシャル3Dエディション                         |
| 1995 | トイ・ストーリー Toy Story                                                                                       | 監督/ストーリー原案 /モデリング & アニメーションシステム開発 |
| 1998 | バグズ・ライフ A Bug's Life                                                                                      | 監督/ストーリー原案                                          |
| 1999 | トイ・ストーリー2 Toy Story 2                                                                                    | 監督/ストーリー原案                                          |
| 2000 | スペース・レンジャー バズ・ライトイヤー 帝王ザーグを倒せ！ Buzz Lightyear of Star Command : The Adventure Begins | キャラクター原案                                             |
| 2001 | 千と千尋の神隠し Spirited Away                                                                                   | 製作総指揮: アメリカ公開版                                   |
| 2001 | モンスターズ・インク Monsters, Inc.                                                                              | 製作総指揮                                                   |
| 2003 | ファインディング・ニモ Finding Nemo                                                                              | 製作総指揮                                                   |
| 2004 | Mr.インクレディブル The Incredibles                                                                              | 製作総指揮                                                   |
| 2004 | ハウルの動く城 Howl's Moving Castle                                                                              | 製作総指揮: アメリカ公開版                                   |
| 2006 | カーズ Cars | 監督/ストーリー原案/脚本                                     |
| 2006 | ゲド戦記 Tales from Earthsea                                                                                     | 製作総指揮: アメリカ公開版                                   |
| 2007 | ルイスと未来泥棒 Meet the Robinsons                                                                              | 製作総指揮                                                   |
| 2007 | レミーのおいしいレストラン Ratatouille                                                                           | 製作総指揮                                                   |
| 2008 | WALL・E/ウォーリー WALL-E                                                                                        | 製作総指揮                                                   |
| 2008 | 崖の上のポニョ Ponyo                                                                                             | 製作総指揮: アメリカ版監督/英語字幕製作                      |
| 2008 | ティンカー・ベル Tinker Bell                                                                                     | 製作総指揮                                                   |
| 2008 | ボルト Bolt | 製作総指揮                                                   |
| 2009 | カールじいさんの空飛ぶ家 Up                                                                                      | 製作総指揮/senior creative team: Pixar                       |
| 2009 | ティンカー・ベルと月の石 Tinker Bell and the Lost Treasure                                                       | 製作総指揮                                                   |
| 2009 | プリンセスと魔法のキス The Princess and the Frog                                                                 | 製作総指揮                                                   |
| 2010 | トイ・ストーリー3 Toy Story 3                                                                                    | ストーリー原案/製作総指揮/senior creative team: Pixar        |
| 2010 | ティンカー・ベルと妖精の家 Tinker Bell and the Great Fairy Rescue                                                | 製作総指揮                                                   |
| 2010 | 塔の上のラプンツェル Tangled                                                                                     | 製作総指揮                                                   |
| 2011 | カーズ2 Cars 2                                                                                                   | 監督/ストーリー原案/キャラクター原案                         |
| 2011 | くまのプーさん Winnie the Pooh                                                                                   | 製作総指揮                                                   |
| 2011 | ザ・マペッツ The Muppets                                                                                         | クリエイティブ・コンサルタント                               |
| 2012 | メリダとおそろしの森 Brave                                                                                       | 製作総指揮                                                   |
| 2012 | ティンカー・ベルと輝く羽の秘密 Secret of the Wings                                                               | 製作総指揮                                                   |
| 2012 | シュガー・ラッシュ Wreck-It Ralph                                                                                | 製作総指揮                                                   |
| 2013 | モンスターズ・ユニバーシティ Monsters University                                                                 | 製作総指揮                                                   |
| 2013 | プレーンズ Planes                                                                                                | ストーリー原案/製作総指揮                                    |
| 2013 | アナと雪の女王 Frozen                                                                                            | 製作総指揮                                                   |
| 2014 | ティンカー・ベルとネバーランドの海賊船 The Pirate Fairy                                                          | ストーリー原案/製作総指揮                                    |
| 2014 | プレーンズ2/ファイアー&レスキュー Planes: Fire & Rescue                                                          | 製作総指揮                                                   |
| 2014 | ベイマックス Big Hero 6                                                                                          | 製作総指揮                                                   |
| 2015 | ティンカー・ベルと流れ星の伝説 Tinker Bell and the Legend of the NeverBeast                                      | 製作総指揮                                                   |
| 2015 | インサイド・ヘッド Inside Out                                                                                    | 製作総指揮                                                   |
| 2015 | アーロと少年 The Good Dinosaur                                                                                   | 製作総指揮                                                   |
| 2016 | ズートピア Zootopia                                                                                              | 製作総指揮                                                   |
| 2016 | ファインディング・ドリー Finding Dory                                                                            | 製作総指揮                                                   |
| 2016 | モアナと伝説の海 Moana                                                                                           | 製作総指揮                                                   |
| 2017 | リメンバー・ミー Coco                                                                                            | 製作総指揮                                                   |
| 2019 | トイ・ストーリー4 Toy Story 4                                                                                    | 製作総指揮/ストーリー原案をセクハラ行為により降板            |
| 2022 | ラック～幸運をさがす旅～ Luck                                                                                    | 製作総指揮                                                   |
| 2022 | エリアンと魔法の絆 Spellbound                                                                                    | 製作総指揮                                                   |

### 短編作品
| 年   | 題名                                                                | 役職                                                         |
| ---- | ------------------------------------------------------------------- | ------------------------------------------------------------ |
| 1983 | ミッキーのクリスマスキャロル Mickey's Christmas Carol               | アニメーター                                                 |
| 1984 | アンドレとウォーリーB.の冒険 The Adventures of André and Wally B.   | キャラクターデザイン、 and animation, models: André/Wally B. |
| 1986 | ルクソーJr. Luxo Jr.                                                | 脚本、監督、プロデューサー、 models, animation               |
| 1987 | レッズ・ドリーム Red's Dream                                        | 脚本、監督、アニメーター                                     |
| 1988 | ティン・トイ Tin Toy                                                | 脚本、監督、アニメーター、モデラー                           |
| 1989 | ニックナック Knick Knack                                            | 脚本、監督                                                   |
| 1997 | ゲーリーじいさんのチェス Geri's Game                                | 製作総指揮                                                   |
| 2000 | フォー・ザ・バーズ For the Birds                                    | 製作総指揮                                                   |
| 2002 | マイクとサリーの新車でGO! Mike's New Car                            | 製作総指揮                                                   |
| 2003 | 素晴らしきサンゴ礁 Exploring the Reef                               | 製作総指揮                                                   |
| 2003 | バウンディン Boundin'                                               | 製作総指揮                                                   |
| 2005 | ジャック・ジャック・アタック! Jack-Jack Attack                      | 製作総指揮                                                   |
| 2005 | ワンマンバンド One Man Band                                         | 製作総指揮                                                   |
| 2006 | メーターと恐怖の火の玉 Mater and the Ghostlight                     | ストーリー原案, 監督                                         |
| 2006 | リフテッド Lifted                                                   | 製作総指揮                                                   |
| 2007 | グーフィーのホームシアター How to Hook Up Your Home Theater         | 製作総指揮                                                   |
| 2007 | ユア・フレンド・ザ・ラット（仮名・原題） Your Friend the Rat        | 製作総指揮                                                   |
| 2008 | マジシャン・プレスト Presto                                         | 製作総指揮                                                   |
| 2008 | グラゴーズ・ゲスト Glago's Guest                                    | 製作総指揮                                                   |
| 2008 | BURN・E/バーニー BURN-E                                             | 製作総指揮                                                   |
| 2008 | カーズトゥーン メーターの世界つくり話 Cars Toons                    | 監督, 製作総指揮                                             |
| 2009 | ライノ! Super Rhino                                                 | 製作総指揮                                                   |
| 2009 | 晴れ ときどき くもり Partly Cloudy                                  | 製作総指揮                                                   |
| 2009 | ダグの特別な一日 Dug's Special Mission                              | 製作総指揮                                                   |
| 2009 | ウェイン&ラニー クリスマスを守れ! Prep & Landing                    | 製作総指揮                                                   |
| 2010 | デイ&ナイト Day & Night                                             | 製作総指揮                                                   |
| 2010 | ウェイン＆ラニー 秘密の指令 Prep & Landing: Operation: Secret Santa | 製作総指揮                                                   |
| 2011 | Prep & Landing: Naughty vs. Nice                                    | 製作総指揮                                                   |
| 2011 | 月と少年 La Luna                                                    | 製作総指揮                                                   |
| 2011 | ネッシーのなみだ The Ballad of Nessie                               | 製作総指揮                                                   |
| 2011 | ハワイアン・バケーション Hawaiian Vacation                          | 製作総指揮                                                   |
| 2011 | Pixie Hollow Games                                                  | 製作総指揮                                                   |
| 2011 | ニセものバズがやって来た Small Fry                                  | ストーリー制作/製作総指揮                                    |
| 2012 | ラプンツェルのウェディング Tangled Ever After                       | 製作総指揮                                                   |
| 2012 | レックスはお風呂の王様 Partysaurus Rex                              | ストーリー制作/製作総指揮                                    |
| 2012 | 紙ひこうき Paperman                                                 | 製作総指揮                                                   |
| 2012 | モルデューの伝説 The Legend of Mor'du                               | 製作総指揮                                                   |
| 2013 | ブルー・アンブレラ The Blue Umbrella                                | 製作総指揮                                                   |
| 2013 | パーティー・セントラル（仮名・原題） Party Central                  | 製作総指揮                                                   |
| 2013 | トイ・ストーリー・オブ・テラー! Toy Story of Terror!                | 製作総指揮                                                   |
| 2013 | Pixie Hollow Bake Off                                               | 製作総指揮                                                   |
| 2013 | ミッキーのミニー救出大作戦 Get a Horse!                             | 製作総指揮                                                   |
| 2014 | Planes: Vitaminamulch: Air Spectacular                              | 製作総指揮                                                   |
| 2014 | 愛犬とごちそう Feast                                                | 製作総指揮                                                   |
| 2014 | トイ・ストーリー 謎の恐竜ワールド Toy Story That Time Forgot        | 製作総指揮                                                   |
| 2015 | アナと雪の女王 エルサのサプライズ Frozen Fever                      | 製作総指揮                                                   |
| 2015 | LAVA 南の島のラブソング Lava                                        | 製作総指揮                                                   |

### 出演作品
- 2003年 - 『ラセターさんありがとう』（DVD作品、販売：ブエナ ビスタ ホーム エンターテイメント）